# Festiwal Polskich Filmów „Kinoteka”
Festiwal Polskich Filmów „Kinoteka” – festiwal polskich filmów odbywający się w Wielkiej Brytanii od 2003 roku. Festiwal jest corocznie organizowany przez Instytut Kultury Polskiej w Londynie. Głównym zadaniem „Kinoteki” jest promocja polskiej kinematografii wśród brytyjskich mediów i publiczności, ale jej program jest również adresowany do Polonii w UK. W ramach festiwalu prezentowane są zarówno najnowsze produkcje filmowe z ostatniego roku, jak i klasyka polskiego kina. Od czasów swojej drugiej edycji festiwal wychodzi także poza sztukę filmową, oferując w swoim programie wydarzenia muzyczne i związane ze sztukami wizualnymi.

## I Festiwal Polskich Filmów
Pierwsza edycja Festiwalu Polskich Filmów odbyła się w Londynie w dniach 30 stycznia – 2 lutego 2003. Pokazano 28 filmów, w tym współczesne filmy fabularne, dokumentalne, animacje oraz filmy krótkometrażowe. Partnerami festiwalu były Riverside Studios oraz London Film Academy.

## II Festiwal Polskich Filmów
II Festiwal Polskich Filmów trwał od 14 lutego do 27 marca 2004 i został zorganizowany we współpracy z Riverside Studios, Curzon Cinemas oraz London Film Academy. W programie, oprócz współczesnych osiągnięć polskiej kinematografii, znalazła się także retrospektywa filmów Agnieszki Holland. Podczas festiwalu odbyła się także promocja książki Johna Orra i Elżbiety Ostrowskiej „The Cinema of Andrzej Wajda. The Art of Irony and Defiance” oraz wystawa polskiego plakatu. Pokazy filmów odbyły się w Londynie, a także na międzynarodowym festiwalu w Bradford.

## III Festiwal Polskich Filmów
Podczas III edycji Festiwalu Polskich Filmów, odbywającej się w dniach 31 marca – 28 kwietnia 2005 pokazano 49 filmów, w tym kilkanaście produkcji animowanych wyświetlanych na specjalnych pokazach poświęconych temu gatunkowi. Gośćmi festiwalu byli: Magdalena Piekorz, Łukasz Barczyk oraz Lech Majewski, którego filmy zostały zaprezentowane w ramach retrospektywy. Podczas festiwalu odbyła się także promocja książki Paula Coatesa „The Red and the White: The  Cinema of People’s Poland”.

## IV Festiwal Polskich Filmów
IV Festiwal Polskich Filmów odbył się w dniach 30 marca – 9 kwietnia 2006. Pokazano na nim polskie fabuły wyprodukowane w 2005 m.in. „Persona Non Grata”, „Jestem”, „Pitbull”, dokumenty oraz animacje. Specjalnym gościem festiwalu był Krzysztof Zanussi, którego filmy zostały zaprezentowane w ramach retrospektywy. Podczas festiwalu odbyła się promocja książki Ewy Mazierskiej oraz Ewy Ostrowskiej „Women in Polish Cinema”. Partnerami festiwalu były Riverside Studios, Curzon Cinema, Coronet Cinema, a festiwal został zorganizowany przy wsparciu Polskiego Instytutu Sztuki Filmowej, Polskich Linii Lotniczych LOT i Western Union.

## V Festiwal Polskich Filmów
W dniach 15–25 marca 2007 Instytut Kultury Polskiej w Londynie zorganizował kolejny Festiwal Polskich Filmów. Pokazy odbyły się w kinach i instytucjach londyńskich: Riverside Studios, Curzon Mayfair, Prince Charles Cinema, Rio Cinema, Phoenix Cinema oraz London Film Academy. Podczas festiwalu publiczność brytyjska i polska obejrzała łącznie 31 filmów (w tym fabularne, dokumentalne, krótkometrażowe oraz animacje), spośród których 27 tytułów zostało pokazanych w Wielkiej Brytanii po raz pierwszy. Gośćmi festiwalu byli m.in. Marcel Łoziński, Andrzej Chyra oraz Agnieszka Holland. Oprócz kin partnerami festiwalu byli: Polski Instytut Sztuki Filmowej oraz Miasto Wrocław.

## VI Festiwal Polskich Filmów „Kinoteka”
VI Festiwal Polskich Filmów zyskał nazwę „Kinoteka” oraz nową oprawę graficzną. Została stworzona nowa strona internetowa, plakat festiwalowy został zaprojektowany przez Andrzeja Klimowskiego, a zwiastun festiwalu wyprodukowany przez Braci Quay. Festiwal odbył się w dniach 10 kwietnia – 30 maja 2008 i został zorganizowany we współpracy z Polskim Instytutem Sztuki Filmowej, Muzeum Kinematografii w Łodzi, The Barbican Centre, Brytyjskim Instytutem Filmowym oraz Galerią Tate Modern. Program składał się z pięciu części: 
- przeglądu nowych polskich filmów,
- retrospektywy filmów Jerzego Kawalerowicza,
- przeglądu kina artystycznego w Tate Modern: „1, 2, 3... Avant-Gardes. Film / Art between Experiment and Archive”,
- brytyjskiej premiery filmu Andrzeja Wajdy „Katyń”, która odbyła się w British Film Institute Southbank
- pokazów filmów o cenzurze w ramach „Censorship as a creative force” w The Barbican. Cykl ten otworzyła projekcja filmu Wojciecha Marczewskiego „Ucieczka z kina Wolność”.

W ramach festiwalu odbyło się seminarium KoprodUKcja, zorganizowane przez Instytut Kultury Polskiej w Londynie wraz z Polskim Instytutem Sztuki Filmowej, UK Film Council oraz UK Media Desk.

## VII Festiwal Polskich Filmów „Kinoteka”
Siódma edycja Festiwalu Polskich Filmów „Kinoteka” odbyła się w Londynie w dniach 12 marca – 8 kwietnia 2009. Na zaproszenie „Kinoteki” do Londynu przyjechali następujący twórcy: Kasia Adamik, Paweł Ferdek, muzycy z zespołu Motion Trio, Magdalena Osińska, Jerzy Skolimowski, Małgorzata Szumowska oraz Andrzej Żuławski. Specjalnym gościem festiwalu był Michael Nyman, brytyjski kompozytor polskiego pochodzenia. Podczas festiwalu odbyła angielska premiera filmu Jerzego Skolimowskiego „Cztery noce z Anną”, zorganizowana we współpracy z British Film Institute w BFI Southbank.

## VIII Festiwal Polskich Filmów „Kinoteka”
VIII Festiwal Polskich Filmów „Kinoteka” odbył się w Londynie w dniach 4 marca – 13 kwietnia 2010. Wśród gości znaleźli się m.in.: Jacek Borcuch, Feliks Falk, Xawery Żuławski, Maria Strzelecka, Katarzyna Rosłaniec, Witold Stok, Tomasz Stańko, Justyna Steczkowska. Festiwal otworzyła projekcja filmu „Rewers” Borysa Lankosza. Ponadto odbył się przedpremierowy pokaz, wyprodukowanego przez Channel 4, filmu dokumentalnego Carla Hindmarcha „The Battle of Britain” przedstawiającego losy polskich pilotów walczących w szeregach RAF-u. Przy wsparciu organizacji Spiro Ark odbyły się pokazy dwóch filmów poświęcone historii Żydów w Polsce, („PO-LIN” Jolanty Dylewskiej oraz „Dzieci Ireny Sendlerowej” Johna Kenta Harrisona).
W ramach VIII „Kinoteki” odbyła się także retrospektywa filmów Romana Polańskiego. Zostały pokazane filmy krótkometrażowe: „Rozbijemy zabawę”, „Ssaki”, „Dwóch ludzi z szafą” i „Upadłe anioły”, pełnometrażowy dokument, „Roman Polański: ścigany i pożądany” oraz cztery filmy, do których muzykę skomponował Krzysztof Komeda: „Noż w wodzie”, „Dziecko Rosemary”, „Matnia” oraz „Taniec z wampirami”. Retrospektywie towarzyszyła wystawa plakatów z filmów Polańskiego przygotowana przez Muzeum Kinematografii w Łodzi. Zwieńczeniem retrospektywy  był koncert Tomasza Stańko „Tomasz Stańko plays Krzysztof Komeda”, który odbył się w 27 marca.
We współpracy z brytyjskim festiwalem kina kobiecego Birds Eye View oraz przy wsparciu British Film Institute został zorganizowany pokaz „Galerianek”, natomiast w kinie Tricycle został pokazany nominowany do Oscara „Królik po berlińsku” Bartka Konopki oraz „Esterhazy” Izabeli Plucińskiej. Festiwal „Kinoteka” zamknął pokaz wideo Anny Molskiej.

## IX Festiwal Polskich Filmów „Kinoteka”
Dziewiąta edycja „Kinoteki” odbyła się między 24 marca a 13 kwietnia 2011 roku w 13 różnych kinach pięciu miast Wielkiej Brytanii. „Kinotekę” rozpoczął przedpremierowy pokaz dwukrotnie nagrodzonego na festiwalu w Wenecji obrazu Jerzego Skolimowskiego “Essential Killing”. Do Londynu przybyli m.in. Przemysław Wojcieszek z nagradzanym w Gdyni i Wrocławiu obrazem „Made in Poland”, Marcin Wrona, reżyser „Chrztu”, Paweł Sala, reżyser „Matki Teresy od Kotów”. W programie Nowego Polskiego Kina znalazł się także debiut Marka Lechkiego „Erratum”, nagrodzony w Locarno obraz Urszuli Antoniak „Nothing Personal”, thriller Wojciecha Smarzowskiego „Dom Zły” oraz dramat Agnieszki Łukasiak „Dwa Ognie”. Podczas festiwalu została także zaprezentowana najnowsza anglojęzyczna publikacja o polskim kinie ostatnich 20 lat pt. „Polish Cinema Now!”. „Kinoteka” przedstawiła również retrospektywę twórczości Janusza i Andrzeja Kondratiuków (filmy: „Wniebowzięci”, „Jak zdobyć pieniądze, kobietę i sławę” czy „Dziewczyny do Wzięcia” oraz przedpremierowy pokaz najnowszego filmu „Milion dolarów”).
Z okazji 10-lecia powstania Mistrzowskiej Szkoły Reżyserii Filmowej Andrzeja Wajdy „Kinoteka” zaprezentowała najlepsze fabuły oraz filmy dokumentalne absolwentów Szkoły Wajdy.
„Kinotece” towarzyszyła również wystawa plakatów filmowych Franciszka Starowieyskiego. Podczas gali zamykającej został zaprezentowany niemy film z 1929 „Mocny człowiek” w reżyserii Henryka Szaro, z muzyką graną na żywo przez zespół Pink Freud.